# Svetlana Fedotkina
Svetlana Aleksandrovna Fedotkina (russe : Светлана Александровна Федоткина), née le 22 juillet 1967 à Krasnoïarsk (RSFS de Russie), est une patineuse de vitesse russe.
Elle remporte la médaille d'argent sur 1 500 m aux Jeux olympiques d'hiver de 1994 à Lillehammer.